# Moretta
Pour les articles homonymes, voir Moretta (homonymie).
Moretta (en français, Morette) est une commune italienne de la province de Coni dans la région Piémont en Italie.

## Administration
| Période                                  | Période | Identité | Étiquette | Qualité |
| ---------------------------------------- | ------- | -------- | --------- | ------- |
|                                          |         |          |           |         |
| Les données manquantes sont à compléter. |         |          |           |         |

### Hameaux
Boglio, Bogliotto, Brasse, Brasse Piccolo, Pasco, Piattera, Prese, Roncaglia, Tetti Varaita

### Communes limitrophes
Cardè, Faule, Murello, Polonghera, Saluzzo, Torre San Giorgio, Villafranca Piemonte, Villanova Solaro

## Jumelages
La ville est jumelée avec la commune française de Vouneuil-sous-Biard dans la Vienne.